# Robert Harbin
Robert Harbin (* 14. Februar 1908 als Edward Richard Charles Williams; † 12. Januar 1978) war ein aus Südafrika stammender englischer Zauberkünstler, Erfinder und Autor.

## Leben
Als Schuljunge in Südafrika erlebte der junge Williams zum ersten Mal einen Zauberkünstler, der ihn begeisterte. Als er 20 Jahre alt war, kam er nach London, England, und bekam eine Anstellung als Verkäufer in dem Zaubergeschäft Gamages. Parallel dazu trat er unter dem Namen Ned Williams, The Boy from South Africa als Zauberkünstler auf.
1937 trat er zum ersten Mal im englischen Fernsehen bei der BBC auf. 1940 erhielt er eine eigene Zaubersendung.
1963 präsentierte er zum ersten Mal seine eigene Kreation, die  Zick-Zack-Girl Illusion, die er detailliert 1970 in seinem Buch The Magic of Robert beschrieb. Das Buch war auf 500 Exemplare limitiert und gestattete jedem rechtmäßigen Besitzer, dieses Kunststück zu bauen und vorzuführen.
Aber schon kurz darauf wurde das Kunststück von unzähligen Zauberhändlern unautorisiert nachgebaut und vertrieben.
Neben der Zauberkunst beschäftigte sich Harbin intensiv mit der Papierfaltekunst Origami, über die er ebenfalls einige Bücher veröffentlichte. Er wurde im Golders Green Crematorium in London eingeäschert, wo sich auch seine Asche befindet.